# Filtervoeder

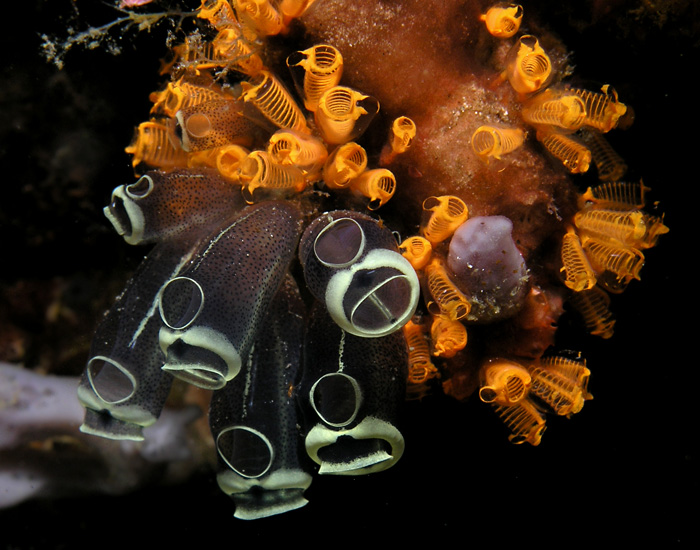
Manteldieren zijn filtervoeders

Een filtervoeder is een organisme dat leeft van plankton en ander in het water zwevend voedsel. Ze maken hierbij gebruik van kieuwen of speciaal hiervoor gevormde organen.

## Voedingspatroon
- carnivoor
- herbivoor
- omnivoor
- detrivoor